# Astragalus chodshamastonicus
Astragalus chodshamastonicus är en ärtväxtart som beskrevs av M.G. Pachomova. Astragalus chodshamastonicus ingår i släktet vedlar, och familjen ärtväxter. Inga underarter finns listade i Catalogue of Life.